# Avery Sunshine
Avery Sunshine (* 22. Mai 1975 in Chester, Pennsylvania; eigentlich Denise Nicole White) ist eine US-amerikanische R&B-Musikerin. Einer größeren Öffentlichkeit wurde sie bekannt, als sie 2009 bei der Amtseinführung von Barack Obama als US-Präsident auftrat. Ihre ersten Alben veröffentlichte sie ab 2010. 2024 wurde ihr Album So Glad to Know You mit einem Grammy Award ausgezeichnet.

## Biografie
Denise White, wie Avery Sunshine (auch AverySunshine oder Avery*Sunshine geschrieben) mit richtigem Namen heißt, wuchs in der Kleinstadt Chester in Pennsylvania an der Ostküste auf. In ihrer Jugend sang sie im Kirchenchor und spielte Klavier. Später machte sie eine umfassende Musikausbildung mit Hauptstudiengang Klavier am Spelman College in Atlanta. Dazu machte sie in der Stadt ihre ersten Schritte als R&B-Musikerin. Sie nahm verschiedene musikalische Engagements wahr, so war sie 2003 als Sängerin bei den Soundtrack-Aufnahmen zum Musikfilm Fighting Temptations mit Beyoncé Knowles, Faith Evans und anderen dabei. Bei Tyler Perrys Bühnenstück Meet the Browns war sie die verantwortliche Keyboarderin. Jennifer Holliday machte sie bei einer Aufführung von Dreamgirls zur Chorleiterin.
2008 trat sie beim Wahlparteitag der Demokratischen Partei an mehreren Tagen auf und wurde danach eingeladen, bei der Amtseinführungszeremonie von Barack Obama zu seiner ersten Präsidentschaft zu singen.
Ihre Musikkarriere als eigenständige Künstlerin begann sie erst 2010 mit ihrem nach ihr selbst benannten Debütalbum. Gleichzeitig spielte sie aber auch noch eine Hauptrolle im Musiktheaterstück I Dream unter Leitung von Jasmine Guy. Im Jahr darauf ging sie aber erst einmal auf Tour und trat als Opener von B. B. King und Ledisi auf, bevor sie 2012 das Livealbum Live at Union Chapel veröffentlichte. Danach unterschrieb sie beim Label Shanachie, wo zwei Jahre später The Sun Room erschien. Das brachte sie in die US-amerikanischen R&B- und Heatseekers-Charts. In den offiziellen Billboard 200 stand sie eine Woche auf Platz 175. Der Song Call My Name, den ihr Lebensgefährte, der Gitarrist Dana Johnson, geschrieben hatte, war Nummer 1 in den Hot Adult R&B Charts und wurde bei den ASCAP Rhythm and Soul Awards ausgezeichnet. 2017 folgte das Album Twenty Sixty Four.
Es verging danach längere Zeit mit anderen Projekten. Sie engagierte sich in der Recording Academy, gründete mit Johnson ein Independent-Label namens BigShine Recordings und rief außerdem die Kosmetikfirma LouMack Beauty Cosmetics Corp ins Leben.
Musikalisch folgte 2022 das Album Four Songs & A Bootleg, das zur Hälfte aus Liveaufnahmen besteht. So Glad to Know You erschien 2024 und wurde insbesondere unter den Musikkritikern ein Erfolg. Bei den Grammy Awards 2025 wurde sie dafür in der Kategorie bestes Progressive-R&B-Album ausgezeichnet.

## Diskografie
Alben
- Avery Sunshine (2010)
- The Sun Room (2014)
- Twenty Sixty Four (2017)
- Four Songs & A Bootleg (2022)
- So Glad to Know You (2024)

Lieder
- Stalker (2005)
- Ugly Part of Me (2010)
- Call My Name (2014)
- Sweet Afternoon (2015)
- Never Knew Christmas (2015)
- Come Do Nothing (2016)
- Heaven Is Right Here (2017)
- How Will You Remember Me (2020)
- Sunshine for Christmas (2022)
- I Wonder (2024)
- Shine No Matter What (2024)